# J. Howard Miller
Pour les articles homonymes, voir Miller.
John. Howard Miller (né en 1918 et mort en 2004) est un dessinateur américain. Il est surtout célèbre pour avoir dessiné l'affiche We Can Do It!, faite pour remotiver les salariées de l'usine Westinghouse Electric dans le cadre d'une série d'affiches réalisée pendant la Seconde Guerre mondiale pour supporter l'effort de guerre.